# Static-X
Static-X je bio američki industrial metal-sastav iz Los Angelesa.

## Povijest sastava
Static-X su 1994. osnovali Wayne Static i Ken Jay, a sastavu se se ubrzo pridružili basist Tony Campos te gitarist Koichi Fukuda. Godine 1998. potpisuju za izdvačaku kuću Warner Bros., a 23. ožujka 1999. objavljuju svoj debitantski studijski album Wisconsin Death Trip. S njega su objavili singlove "Push It", "I'm with Stupid" i "Bled for Days", te je 2001. dostigao platinastu nakladu.
Za vrijeme snimanja drugog studijskog albuma Machine, Fukuda napušta sastav, a zamjenjuje ga Tripp Eisen. Ubrzo nakon objavljivanja albuma 22. svibnja 2001., sastav počinje s radom na sljedećem. Netom prije snimanja, Ken Jay napušta sastav, pa je na bubnjevima svirao Josh Freese, član sastava A Perfect Circle i The Vandals, te je album Shadow Zone objavljen 7. listopada 2003. Kasnije, Jaya zamjenjuje Nick Oshiro.
Godine 2004., Static-X objavljuju kompilaciju Beneath... Between... Beyond..., te započinju snimanje četvrtog studijskog albuma. U veljači 2005. Trip Essien je uhićen zbog umiješanosti u seksualni skandal, te biva izbačen iz sastava, a zamjenjuje ga bivši gitarist Fukuda Album Start a War konačno je objavljen 14. lipnja 2005.
Idući, peti studijski album Cannibal, objavljuju 3. travnja 2007. S 30.000 prodanih primjeraka nalazio se na 36. mjestu top lista u SAD-u. Godinu dana kasnije objavljuju Cannibal Killers Live, album uživo s nastupa u Spokaneu.
Posljednji, šesti studijski album Static X-a nazvan Cult of Static, objavljen je 17. ožujka 2009., a nakon turneje Wayne Static je najavio pauzu kako bi se mogao fokusirati na svoj drugi sastav Pighammer. Nakon toga Tony Campos napušta sastav, te se 2011. pridružuje Soulflyu. Godine 2012. Wayne Static okuplja novu postavu, međutim u rujnu 2013.,  izjavljuje da je sastav službeno raspušten.

## Članovi sastava

### Posljednja postava
- Wayne Static - vokal, gitara, klavijature (1994. – 2013.)
- Ashes – gitara (2012. – 2013.)
- Andy Cole – bas-gitara (2012. – 2013.)
- Sean Davidson – bubnjevi, udaraljke (2012. – 2013.)

Ostali bivši članovi
- Nick Oshiro - bubnjevi, udaraljke (2003. – 2009.)
- Koichi Fukuda - gitara (1994. – 2000., 2005. – 2010.)
- Ken Jay - bubnjevi, udaraljke (1994. – 2002.)
- Tripp Eisen - gitara (2001. – 2005.)
- Tony Campos - bas-gitara, prateći vokal (1994. – 2010.)

Povremeni članovi
- Josh Freese - bubnjevi, udaraljke (Shadow Zone)

Članovi za nastupe uživo
- Marty O'Brien - bas-gitara (2001)
- Will Hunt - bubnjevi, udaraljke (2007., 2009.)
- Bevan Davies - bubnjevi, udaraljke (2007.)

## Diskografija
Studijski albumi:
- 1999.: Wisconsin Death Trip
- 2001.: Machine
- 2003.: Shadow Zone
- 2005.: Start a War
- 2007.: Cannibal
- 2009.: Cult of Static
- 2020.: Project: Regeneration Vol. 1

## Vanjske poveznice
- Službena stranica